# Nuncjatura Apostolska na Haiti
Nuncjatura Apostolska na Haiti – misja dyplomatyczna Stolicy Apostolskiej na Haiti. Siedziba nuncjusza apostolskiego mieści się w Port-au-Prince. Obecnym nuncjuszem jest abp Francisco Escalante Molina z Wenezueli. Pełni on swą funkcję od 4 czerwca 2021. Nuncjusz apostolski pełni tradycyjnie godność dziekana korpusu dyplomatycznego akredytowanego na Haiti od momentu przedstawienia listów uwierzytelniających.

## Historia
Delegatura Apostolska w Port-au-Prince powstała w XIX wieku. 17 października 1930 papież Pius XI podniósł ją do rangi nuncjatury.
W latach 1930–1953 nuncjusze na Dominikanie pełnili funkcję nuncjusza również na Haiti.

## Szefowie misji dyplomatycznej Stolicy Apostolskiej na Haiti

### Delegaci apostolscy
| lp. | lata      | delegat                                    | kraj pochodzenia  |
| --- | --------- | ------------------------------------------ | ----------------- |
| 1   | 1841–1843 | Joseph Rosati                              | Stany Zjednoczone |
| 2   | 1860–1861 | Giovanni Monetti                           | Włochy            |
| 3   | 1861–1863 | Martial-Guillaume-Marie Testard du Cosquer | Francja           |
| 4   | 1874–1883 | Rocco Cocchia                              | Włochy            |
| 5   | 1884–1891 | Bernardino di Milia                        | Włochy            |
| 6   | 1891      | Spiridion-Salvatore-Costantino Buhadgiar   | Grecja            |
| 7   | 1892–1893 | Giulio Tonti                               | Włochy            |
| 8   | 1915–1920 | Francesco Cherubini                        | Włochy            |
| 9   | 1927–1930 | George Joseph Caruana                      | Portoryko         |

### Nuncjusze apostolscy
| lp. | lata      | nuncjusz                   | kraj pochodzenia |
| --- | --------- | -------------------------- | ---------------- |
| 1   | 1930–1936 | Giuseppe Fietta            | Włochy           |
| 2   | 1936–1942 | Maurilio Silvani           | Włochy           |
| 3   | 1946–1949 | Alfredo Pacini             | Włochy           |
| 4   | 1949–1953 | Francesco Lardone          | Włochy           |
| 5   | 1953–1956 | Luigi Raimondi             | Włochy           |
| 6   | 1958-1960 | Domenico Enrici            | Włochy           |
| 7   | 1960–1965 | Giovanni Ferrofino         | Włochy           |
| 8   | 1966–1969 | Marie-Joseph Lemieux       | Kanada           |
| 9   | 1969–1975 | Luigi Barbarito            | Włochy           |
| 10  | 1975–1983 | Luigi Conti                | Włochy           |
| 11  | 1983–1990 | Paolo Romeo                | Włochy           |
| 12  | 1990–1991 | Giuseppe Leanza            | Włochy           |
| 13  | 1992–1995 | Lorenzo Baldisseri         | Włochy           |
| 14  | 1995–1999 | Christophe Pierre          | Włochy           |
| 15  | 1999-2004 | Luigi Bonazzi              | Włochy           |
| 16  | 2004–2008 | Mario Giordana             | Włochy           |
| 17  | 2008–2014 | Bernardito Auza            | Filipiny         |
| 18  | 2015–2021 | Eugene Nugent              | Irlandia         |
| 19  | 2021–2024 | Francisco Escalante Molina | Wenezuela        |